# Bandura
De bandura (Oekraïens: банду́ра) is een Oekraïense harp die uiterlijk lijkt op een citer, of zelfs een luit - zij het dat de snaren niet met de linkerhand met behulp van fretten verkort worden. Beide handen worden gebruikt om te tokkelen waarbij de linkerhand vooral de bassnaren bespeelt. Net als bij de concertharp kan de stemming aan de gebruikte toonsoort aangepast worden door een mechaniek dat snaren met een halve toon kan verkorten.
Tot 1940 werd de bandura vaak kobza genoemd, een naam die ook voor andere snaarinstrumenten werd gebruikt. Rond 1700 hadden bandura's vaak  vijf tot twaalf snaren. In de twintigste eeuw is het aantal snaren toegenomen tot 31, voor concertinstrumenten kan dit aantal 68 bereiken.
Mensen die de bandura bespelen, worden banduristen of kobzaren genoemd.